# Blessing Liman
Pour les articles homonymes, voir Liman (homonymie).
Blessing Liman, née le 13 mars 1984, est une militaire de la Force aérienne nigériane surtout connue pour être la première femme pilote militaire du Nigeria,.

## Biographie
Ancienne élève du Nigerian College of Aviation Technology (en), elle s'enrôle dans la force aérienne nigériane en juillet 2011, et rentre en service le 9 décembre 2011. Le 27 avril 2012, elle entre dans l'histoire en devenant la première femme pilote de combat du Nigéria. Elle reçoit son insigne aux côtés d'une trentaine d'autres élèves pilotes au cours d'une cérémonie présidée par le chef d'état-major de la force aérienne, le maréchal de l'Air Mohammed Dikko Umar,.